# Циста Прово
Циста Прово је насељено место и седиште општине у Сплитско-далматинској жупанији, Република Хрватска.

## Историја
До територијалне реорганизације у Хрватској налазила се у саставу старе општине Имотски.

## Становништво
На попису становништва 2011. године, општина Циста Прово је имала 2.335 становника, од чега у самој Цисти Прово 469.

### Општина Циста Прово
| Број становника по пописима | Број становника по пописима | Број становника по пописима | Број становника по пописима | Број становника по пописима | Број становника по пописима | Број становника по пописима | Број становника по пописима | Број становника по пописима | Број становника по пописима | Број становника по пописима | Број становника по пописима | Број становника по пописима | Број становника по пописима | Број становника по пописима | Број становника по пописима |
| --------------------------- | --------------------------- | --------------------------- | --------------------------- | --------------------------- | --------------------------- | --------------------------- | --------------------------- | --------------------------- | --------------------------- | --------------------------- | --------------------------- | --------------------------- | --------------------------- | --------------------------- | --------------------------- |
| 1857                        | 1869                        | 1880                        | 1890                        | 1900                        | 1910                        | 1921                        | 1931                        | 1948                        | 1953                        | 1961                        | 1971                        | 1981                        | 1991                        | 2001                        | 2011                        |
| 3.254                       | 3.539                       | 3.753                       | 4.250                       | 4.778                       | 5.540                       | 5.558                       | 5.830                       | 6.404                       | 6.363                       | 6.486                       | 6.615                       | 5.359                       | 5.105                       | 3.674                       | 2.335                       |

Напомена: Настала из старе општине Имотски.

### Циста Прово (насељено место)
| Број становника по пописима | Број становника по пописима | Број становника по пописима | Број становника по пописима | Број становника по пописима | Број становника по пописима | Број становника по пописима | Број становника по пописима | Број становника по пописима | Број становника по пописима | Број становника по пописима | Број становника по пописима | Број становника по пописима | Број становника по пописима | Број становника по пописима | Број становника по пописима |
| --------------------------- | --------------------------- | --------------------------- | --------------------------- | --------------------------- | --------------------------- | --------------------------- | --------------------------- | --------------------------- | --------------------------- | --------------------------- | --------------------------- | --------------------------- | --------------------------- | --------------------------- | --------------------------- |
| 1857                        | 1869                        | 1880                        | 1890                        | 1900                        | 1910                        | 1921                        | 1931                        | 1948                        | 1953                        | 1961                        | 1971                        | 1981                        | 1991                        | 2001                        | 2011                        |
| 336                         | 0                           | 325                         | 520                         | 550                         | 720                         | 0                           | 695                         | 768                         | 717                         | 716                         | 845                         | 607                         | 687                         | 526                         | 469                         |

Напомена: До 1931. исказивано под именом Прово. У 1869. и 1921. подаци су садржани у насељу Циста Велика, као и део података у 1857. и 1931. Од 1931. исказује се као насеље.

### Попис1991.
На попису становништва 1991. године, насељено место Циста Прово је имало 687 становника, следећег националног састава:
| Попис 1991.‍ | Попис 1991.‍ | Попис 1991.‍ | Попис 1991.‍ | Попис 1991.‍ |
| ----------- | ----------- | ----------- | ----------- | ----------- |
|             |             |             |             |             |
| Хрвати      | Хрвати      |             | 665         | 96,79%      |
| Чеси        | Чеси        |             | 1           | 0,14%       |
| остали      | остали      |             | 1           | 0,14%       |
| непознато   | непознато   |             | 20          | 2,91%       |
| укупно: 687 |             |             |             |             |